# Hirzel
Pour les articles homonymes, voir Hirzel (homonymie).
Hirzel est une localité et une ancienne commune suisse du canton de Zurich, située dans le district de Horgen.
Le 1er janvier 2018, Hirzel est absorbée par la commune voisine de Horgen.

Vue aérienne (1947).

## Musées
- Le Spyrimuseum, pour la personnalité de Heidi.

## Personnalités
- Johanna Spyri (1827-1901), écrivain, créatrice du personnage de Heidi.
- Jack Günthard (1920-2016), gymnaste, champion olympique en 1952.